# Amphitecna
Amphitecna é um género botânico pertencente à família Bignoniaceae.

## Sinonímia
Dendrosicus, Enallagma

## Espécies
Amphitecna apiculata Amphitecna breedlovei Amphitecna costata
Amphitecna donnel Amphitecna donnell Amphitecna gentryi
Amphitecna isthmica Amphitecna kennedyi Amphitecna latifolia
Amphitecna lundellii Amphitecna macrophylla Amphitecna megalophylla
Amphitecna molinae Amphitecna montana Amphitecna nigripes
Amphitecna oblanceolata Amphitecna obovata Amphitecna parviflora
Amphitecna regalis Amphitecna sessilifolia Amphitecna silvicola
Amphitecna spathicalyx Amphitecna steyermarkii Amphitecna tuxtlensis

## Nome e referências
Amphitecna Miers , 1868